# NSWRL 1917
Die NSWRL 1917 war die zehnte Saison der New South Wales Rugby League Premiership, der ersten australischen Rugby-League-Meisterschaft. Den Titel gewannen zum dritten Mal in Folge die Balmain Tigers, die sich damit auch ihren dritten Titel insgesamt holten.

## Tabelle
|     | Team                    | Spiele | Siege | Unent. | Ndlg. | Spiel- punkte | Diff. | Tabellen- punkte |
| --- | ----------------------- | ------ | ----- | ------ | ----- | ------------- | ----- | ---------------- |
| 01. | Balmain Tigers          | 14     | 13    | 0      | 1     | 269:61        | + 208 | 26               |
| 02. | South Sydney Rabbitohs  | 14     | 9     | 0      | 5     | 236:143       | + 93  | 18               |
| 03. | Western Suburbs Magpies | 14     | 7     | 1      | 6     | 162:160       | + 2   | 15               |
| 04. | Newtown Jets            | 14     | 7     | 1      | 6     | 114:123       | - 9   | 15               |
| 05. | Glebe                   | 14     | 8     | 0      | 6     | 207:165       | + 42  | 14*              |
| 06. | Eastern Suburbs         | 14     | 7     | 0      | 7     | 131:145       | - 14  | 14               |
| 07. | Annandale               | 14     | 1     | 2      | 11    | 71:214        | - 143 | 6                |
| 08. | North Sydney Bears      | 14     | 2     | 0      | 12    | 90:269        | - 179 | 4                |

- Glebe wurden zwei Punkte abgezogen, weil sie in einem Spiel mit einem nicht spielberechtigten Spieler aufliefen.